# 안종설
안종설은 대한민국의 영어 번역가이다. 성균관대학교 사회학과를 졸업한 뒤 출판사 편집장을 지냈고, 캐나다 UFV에서 영문학을 공부했으며, 현재 전문 번역가로 활동하고 있다. 대표적인 번역 작품으로 댄 브라운의 《다빈치 코드》, 《인페르노》, 대런 섄 시리즈 등이 있고, 저서로 《영어 번역 함부로 하지 마라》가 있다.

## 저작
- 댄 브라운 작품(문학수첩)
  - 다빈치 코드
  - 디지털 포트리스
  - 로스트 심벌
  - 오리진
  - 인페르노